# Струкут (Клуж)
Струкут (рум. Strucut) насеље је у Румунији у округу Клуж у општини Чану Маре. Oпштина се налази на надморској висини од 380 m.

## Становништво
Према подацима из 2002. године у насељу је живело 175 становника, од којих су сви румунске националности.